# 추자초등학교
추자초등학교는 대한민국 제주특별자치도 제주시 추자면 대서리에 있는 공립 초등학교이다.

## 학교 연혁
- 1925년	9월 1일 추자공립보통학교(4년제 2학급) 개교설립인가 6월 3일
- 1938년	4월 1일 추자서공립심상소학교로 개칭
- 1941년	4월 1일 추자서공립국민학교(6년제 3학급)로 개칭
- 1949년	4월 1일 추자국민학교로 개칭
- 1951년	8월 28일 횡간분교장 설치인가(4년제 1학급)
- 1963년	3월 5일 문교부 지정 급식 연구학교(10학급)
- 1969년	3월 1일 추포도 교습소 설치
- 1981년	2월 5일 병설유치원 인가(1학급)
- 1983년	5월 7일 추포도 교습소 폐소
- 1985년	3월 1일 특수학급 1학급 증설(14학급 편성)
- 1991년	3월 1일 횡간분교장 폐교
- 1996년	3월 1일 추자초등학교로 학교명 개칭
- 1999년	9월 1일 신양분교장 설치(본교 편입)
- 2005년	2월 21일 급식실 개보수
- 2007년	8월 31일 학교 리모델링 공사 준공
- 2013년	3월 1일 신양분교장 병설유치원 1학급 설치
- 2016년	3월 1일 제33대 조윤하 교장 부임
- 2016년	8월 25일 사택 리모델링 공사
- 2016년	9월 26일 병설유치원 신축
- 2017년	2월 8일 제92회 졸업(연인원 4,071명)
- 2018년 3월 1일 제34대 한영숙 교장 부임
- 2019년 1월 25일 제94회 졸업(연인원 4,086명)

## 참고 자료
- 추자초등학교 - 한국교육학술정보원 학교알리미

## 같이 보기
- 제주 사수도 바닷새류(흑비둘기, 슴새) 번식지 (천연기념물 제333호)
- 추자초등학교 신양분교